# Alfred Popp (Jurist)

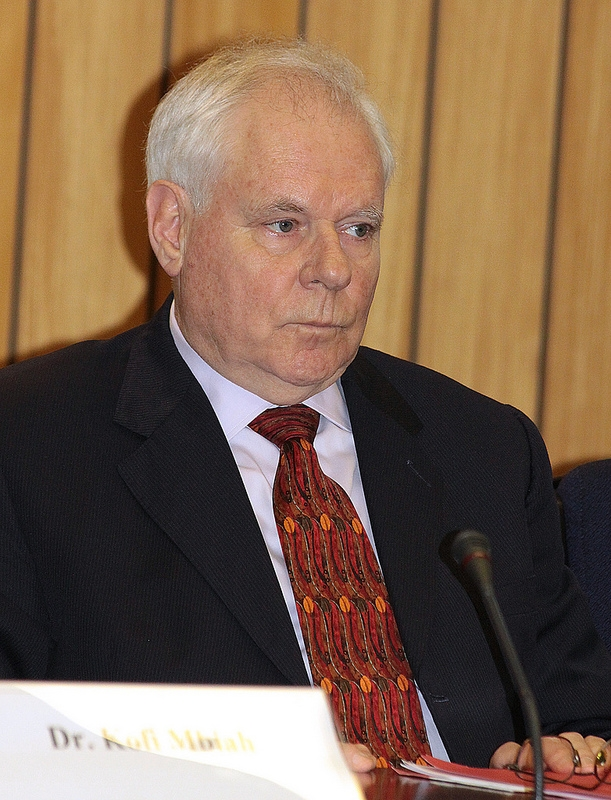
Alfred Popp (2013)

Alfred H. E. Popp, QC (* im 20. Jahrhundert) ist ein kanadischer Jurist und seit 2006 Vorsitzender des Ship-source Oil Pollution Fund der kanadischen Regierung.

## Ausbildung und beruflicher Werdegang
Popp absolvierte das Studium der Rechtswissenschaften an der Rhodes-Universität in Grahamstown, Südafrika, wo er den Grad des Bachelor of Laws verliehen bekam. Hieran schloss sich ein Masterstudium an der Universität Ottawa an. 1970 trat er in den öffentlichen Dienst seines Heimatlandes ein und arbeitete als Rechtsberater im Justiz- und im Verkehrsministerium. Ab 1975 gehörte er als Mitglied der kanadischen Delegation dem Rechtsausschuss der Internationalen Seeschifffahrts-Organisation an. Zudem führte er den Vorsitz zahlreicher internationaler Konferenzen und war maßgeblich an der Ausarbeitung wichtiger völkerrechtlicher Verträge im Bereich des Seevölkerrechts, etwa dem HNS-Übereinkommen, beteiligt. Zudem setzte er sich 1992 für die Gründung des International Fund for Compensation for Oil Pollution Damage ein. Auf nationaler Ebene war Popp an der Weiterentwicklung des kanadischen Transportrechts beteiligt und überwachte die Umsetzung internationaler Vereinbarungen in innerstaatliches Recht. So beriet er beispielsweise die Kanadische Küstenwache bei der Umsetzung des SOLAS- und des MARPOL-Übereinkommens. 1993 übernahm Popp den Vorsitz des Rechtsausschusses bei der Internationalen Seeschifffahrts-Organisation. Diese Position hatte er bis zu seiner Pensionierung im Jahr 2005 inne. 2007 bestellte ihn der kanadische Verkehrsminister Lawrence Cannon zum Vorsitzenden des Ship-source Oil Pollution Fund. In dieser Position wurde er 2011 bestätigt.

## Sonstiges
1986 ernannte Elisabeth II. Popp zum Kronanwalt. Er ist zudem seit 1968 in British Columbia als Anwalt zugelassen.

## Auszeichnungen
- Ehrenmitglied des Comité Maritime International
- International Maritime Prize (2006)

## Veröffentlichungen (Auswahl)
- Recent developments in tanker control in international law. In: The Canadian Yearbook of International Law. Band 18 (1980), ISSN 0069-0058, S. 3–30.
- "Special rules for special situations": some developments in civil liability in maritime law over the last fifty years. In: Koichi Hamada (Hrsg.): Dreams and dillemas: economic friction and dispute resolution in the Asia-Pacific. Center for Asian and Pacific Studies, Seikei University, Tokio 1999, ISBN 981-230069-4, S. 339–363.
- The treaty-making work of the Legal Committee of the International Maritime Organization. In: Aldo Chircop (Hrsg.): The regulation of international shipping: international and comparative perspectives ; essays in honor of Edgar Gold. Nijhoff, Leiden 2012, ISBN 978-90-04-20243-6, S. 209–225.